# 卡內拉 (智利)

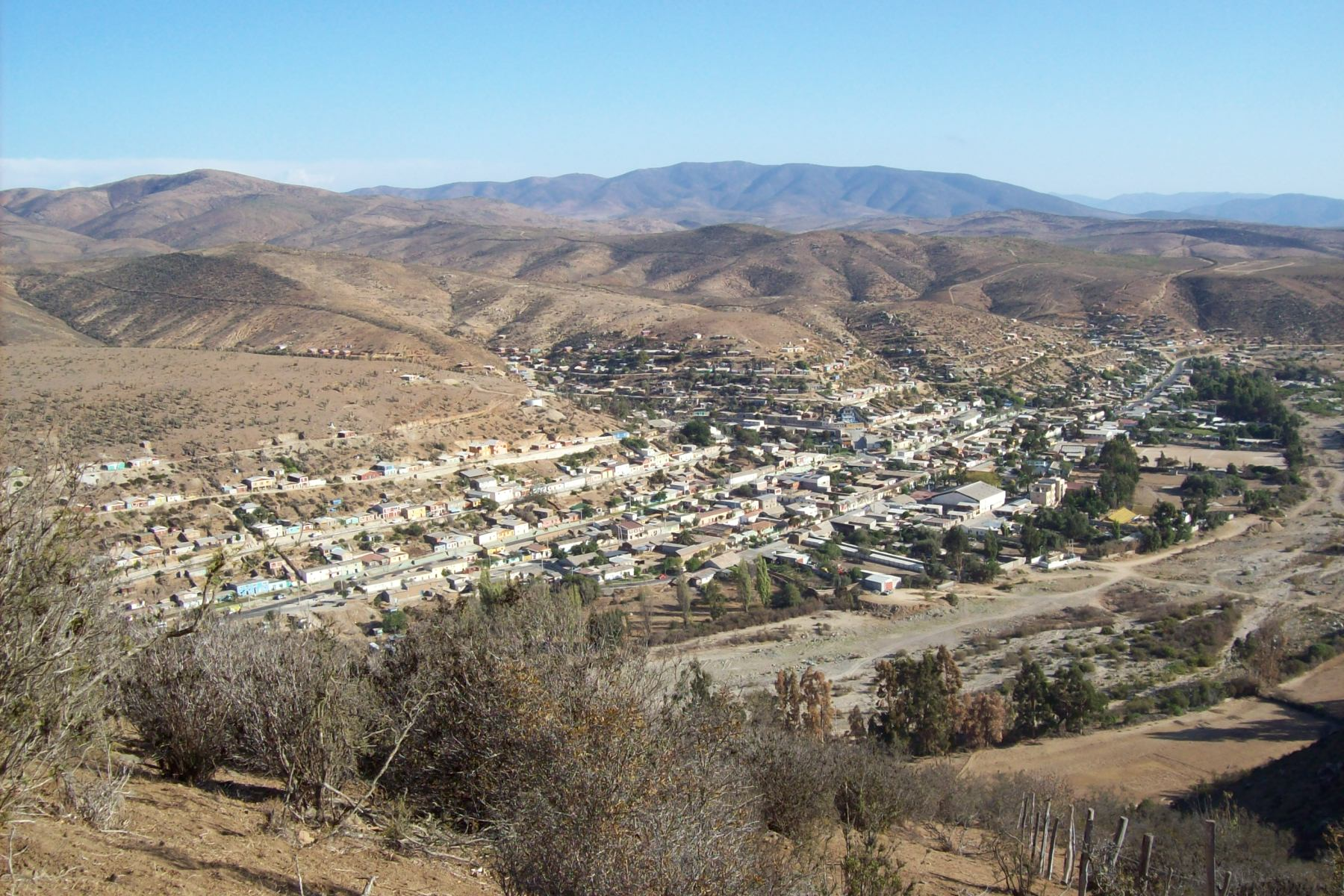

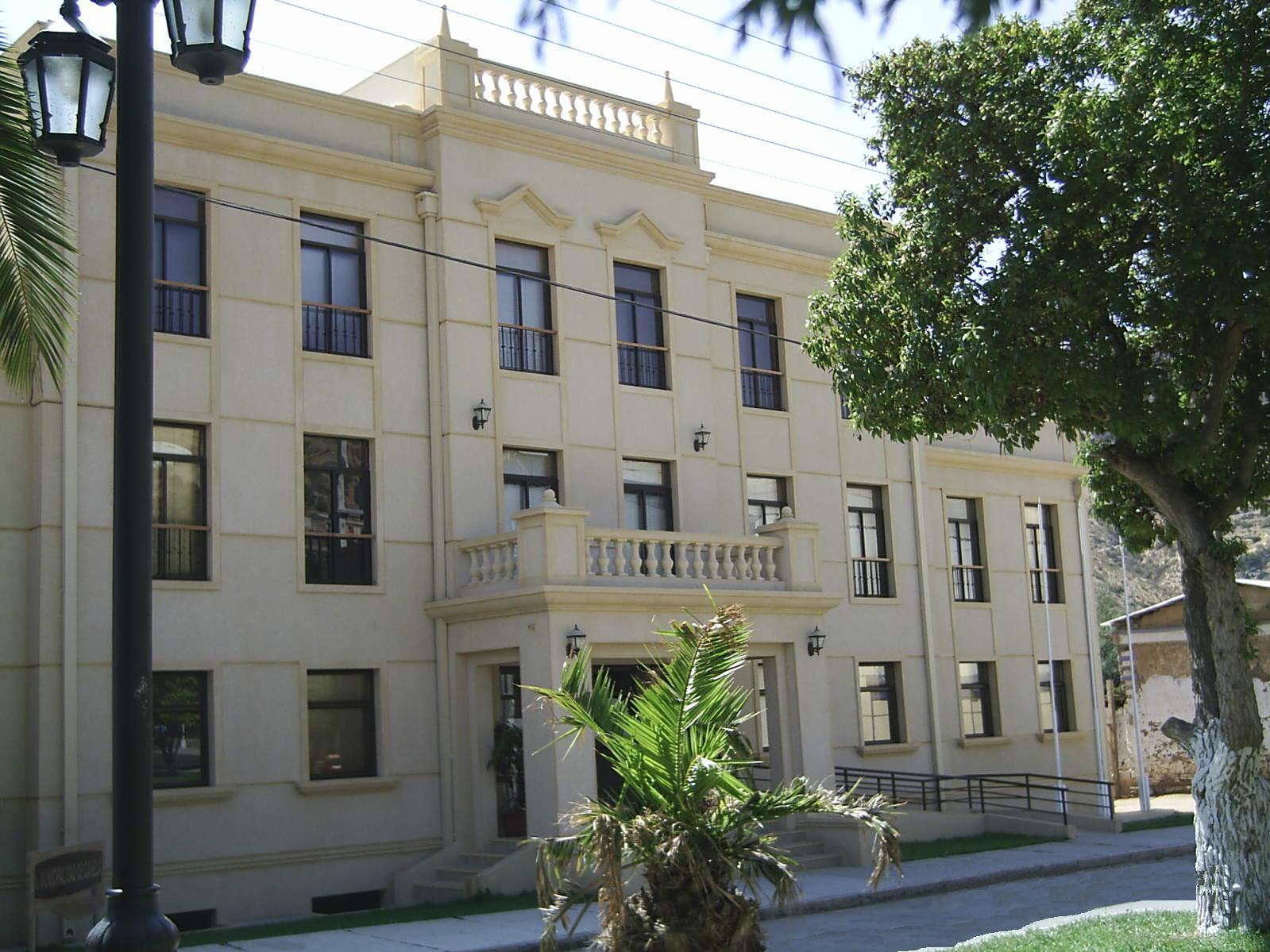

卡內拉（西班牙語：Canela）是智利的城鎮，位於該國中北部，由科金博大區的喬阿帕省負責管轄，面積2,196平方公里，每年平均降雨量169毫米，2002年人口9,379，人口密度每平方公里4.3人。

## 外部連結
- （西班牙文） Municipality of Canela （页面存档备份，存于）